# Сен-Сорлен-де-Вьен
Сен-Сорлен-де-Вьен (фр. Saint-Sorlin-de-Vienne) — коммуна во Франции, находится в регионе Рона — Альпы. Департамент коммуны — Изер. Входит в состав кантона Вьен-Сюд. Округ коммуны — Вьен.
Код INSEE коммуны — 38459. Население коммуны на 2006 год составляло 777 человек. Населённый пункт находится на высоте от 219  до 428  метров над уровнем моря. Муниципалитет расположен на расстоянии около 430 км юго-восточнее Парижа, 34 км южнее Лиона, 70 км северо-западнее Гренобля. Мэр коммуны — M. Isidore Polo, мандат действует на протяжении 2008—2014 гг.
Динамика населения (INSEE):